# Мини Пайпс
Мини Пайпс (на английски: Mini Pipes) е артистичен псевдоним на бившата американска порнографска актриса Амбър Уитън (на английски: Amber Wheaton). През 2003 година дебютира като актриса в порнографската индустрия. Снима се за компаниите - Notorious, Onyxxx, Heatwave, Cherry Boxxx, Ebony Productions, Platinum X Pictures, Devil's Film, Pure Filth и Underground Video. През 2005 година прекратява своята кариера.